# Emili Vendrell (hijo)
Emili Vendrell i Coutier (Barcelona, 1924 - 1 de febrero de 1999) fue un cantante español de música popular principalmente en lengua catalana, conocido artísticamente como Emili Vendrell (hijo).

## Trayectoria artística
Hijo del reconocido cantante Emili Vendrell, inició su carrera artística en 1948 interpretando canciones populares catalanas y canción moderna, su versión del tema Le plat pays en catalán ("El clar país") de Jacques Brel mereció la felicitación del cantautor belga. Si bien no alcanzó el éxito y la popularidad en la música que obtuviera su progenitor célebre por sus interpretaciones de zarzuela, ópera y poemas sinfónicos, a la sombra de su figura artística grabó sin embargo varios discos entre 1960 y 1972 y también actuó en el teatro de variedades.
Vendrell hijo fue uno de los artistas que se arriesgaron a interpretar canciones catalanas durante el franquismo, como Rosó, Cançó de taverna, El cant dels ocells, L'emigrant, Bon caçador y Vinyes verdes, títulos que había interpretado y también había grabado su padre. Junto a Xavier Foz publicó el libro biográfico "El meu pare, Emili Vendrell" (Editorial Toray, Barcelona 1965).
A partir de los 58 años, compaginó su carrera artística con el cargo de jefe de personal de una empresa del sector del automóvil hasta su jubilación. Falleció el 1 de febrero de 1999 y fue incinerado en el Cementerio de Collserola de Barcelona.

## Discografía[4]
- 1.er Concurso Internacional de la Canción Andorrana, 1960 (EP Alhambra 1960)
- Cançons de Nadal (EP SAEF 1960)
- Camí de la font (EP Belter 1961)
- Cara o cruz (EP Belter 1961)
- Cançons de Nadal per Emili Vendrell (EP Belter 1961)
- Llevantina (EP Saef 1961). Conjunt Seysson.
- México (EP Belter 1962)
- A Emili Vendrell (EP Belter 1963)
- Cançó de taverna (EP Belter 1964)
- Minuet (EP Belter 1964)
- Se'n va anar (EP Belter 1964)
- Cançó de l'incert desig (EP Belter 1964)
- Canticel (EP Belter 1964). Piano: Pere Vallribera
- No em deixis tan sol (Ne me quitte pas) (EP Belter 1965)
- Cançons de la nostra terra (LP Belter 1966)
- L'hereu Riera (EP Belter 1966)
- Cançons de Nadal (EP Belter 1966)
- Recull de cançons catalanes (LP Belter 1968)
- Cançons de la nostra terra Vol. II (LP Belter 1968)
- Rudy Ventura amb el seu conjunt / Ramon Calduch / Emili Vendrell (fill): Recordant "La Moños" (LP Columbia 1971)
- Cançons de Nadal (Single Belter 1972)
- El cant dels ocells (Single Belter 1972)